# Serão para os Soldados de Portugal
Serão para os Soldados de Portugal foi um programa radiofónico organizado em Portugal pela Emissora Nacional de Radiodifusão entre 1949 e 1974. Foi um programa parecido com o estilo do Serão para Trabalhadores.

## História
Este programa foi um produto do Estado Novo baseado nos Serões para Trabalhadores realizados pela mesma estação e pela Fundação Nacional para a Alegria no Trabalho (FNAT), mas com o intuito de educar e instruir desta vez os soldados de Portugal. 
Estes Serões eram do mesmo estilo dos outros serões, pois apresentavam-se os ideais e valores do Estado Novo e também iam actuar os artistas mais conceituados da música portuguesa, tais como Maria Clara, Alberto Ribeiro, Luiz Piçarra, Milú, Maria da Graça, Fernanda Peres, Margarida Amaral ou Júlia Barroso, entre outros.
Nestes Serões, a Emissora Nacional procurava ensinar e distrair os militares que eram enviados para a Índia e para o ultramar, ou para outras instituições militares fascistas, como a Legião Portuguesa.
Um dos Serões para os Soldados foi realizado em sábado, dia 6 de Dezembro de 1958, intitulado "Grandioso Serão organizado pela Emissora Nacional para os soldados de Portugal, e dedicado ao Batalhão nº 3 da Legião Portuguesa e seu Núcleo da D.C.T., integrado nas comemorações legionárias do Dia da Legião Portuguesa e em honra da sua padroeira - Nossa Senhora da Conceição", onde actuaram a Orquestra Ligeira da Emissora Nacional, dirigida por Tavares Belo, o Orfeão da Fábrica Militar de Braço de Prata, o Sexteto Vocal da Emissora Nacional, o Conjunto Quatro de Espadas, as vedetas da rádio Maria de Fátima Bravo, Maria José Valério, Margarida Amaral e Rui de Mascarenhas, o cantor baritono Hugo Casais e o cantador Manuel Fernandes.
Este programa era realizado aos sábados, em intercalo com os Serões para Trabalhadores. A transmissão podia ser esporádica, mas era motivadora de audiências para a Emissora Nacional. Este programa teve o seu término logo depois da Revolução de 25 de Abril de 1974.